# Yosep II Bet Ma'aruf
Sliba Bet Ma'aruf (Tel Keppe, 1667 – Amida, 1713) è stato un patriarca cattolico ottomano, eparca di Amida e patriarca di Babilonia dei Caldei (a capo della Chiesa caldea) con il nome di Yosep II.
Saliba o Sliba, che in lingua caldaica significa croce, nacque nel 1667 nel villaggio di Tel Keppe (oggi nel nord dell'Iraq). Nel 1689 fu ordinato prete dal patriarca Yosep I, che due anni dopo lo scelse come suo vicario e lo consacrò vescovo di Amida, città sede patriarcale. Quando Yosep I dette le dimissioni nel 1695, Sliba Bet Ma'aruf gli succedette sul trono patriarcale con il nome di Yosep II; fu confermato dalla Santa Sede il 21 maggio (o 18 giugno) 1696.
Come è successo per Yosep I, anche il ministero e l'operato di Yosep II ha dovuto fare i conti con la forte opposizione dei nestoriani. Questo lo costrinse nel 1708 a chiedere il permesso a Roma per dimettersi e ritirarsi l'Italia, ma questa sua richiesta non fu accolta.
Durante la peste che si diffuse dal 1708 si distinse per l'aiuto e la cura pastorale offerte ai malati. Malatosi pure lui, all'inizio nel 1713 scelse come successore Timotheos Maraugin e morì di peste dopo pochi mesi, all'età di 46 anni.
Yosep II è ricordato come prolifico scrittore in lingua siriaca e araba e per aver tradotto molti testi dal latino . Il suo Speculum tersum (Libro dello specchio puro ) è stato tradotto dal siriaco in latino dall'Assemani ed è conservato nella Biblioteca Apostolica Vaticana.